# 아일랜드타워 스카이클럽
아일랜드타워 스카이클럽(일본어: アイランドタワースカイクラブ)은 후쿠오카현 후쿠오카시 히가시구에 위치하고 있는 주거 시설 전용 마천루이다. 그러나 이 마천루는 주거 시설로 전용하고 있으며, 높이는 145.3 m에 42층 높이의 건축물이지만, 2008년 8월 완공되었다. 설계자는 다케나카 공무점이며, 개발자는 신에이 주택이다. 또한 3, 15, 26, 37층에는 스카이 가든이 꾸며진 형태로 들어선 상태이다. 그래서 이 건축물이 후쿠오카 아일랜드시티 안에 위치하고 있다. 총 가구수는 409실로 구성되어 있고, 2008년에는 굿디자인상에 오른 적이 있다.

## 특이 사항
건물의 구조가 3개동으로 이루어져 있으나 중간 층에 연결되는 통로가 3개의 층이 있는 것으로 보인다. 또한 건물 1개동만 옥상에 헬리포트가 별도로 설치되어 있다. 이 건물이 완공된 날로부터 2011년 3월 4일까지 후쿠오카현에서 가장 높은 건축물로 손을 꼽힌 것으로 드러나고 있다.

## 주변
- 아일랜드시티 중앙공원
- 사이버 대학

## 갤러리

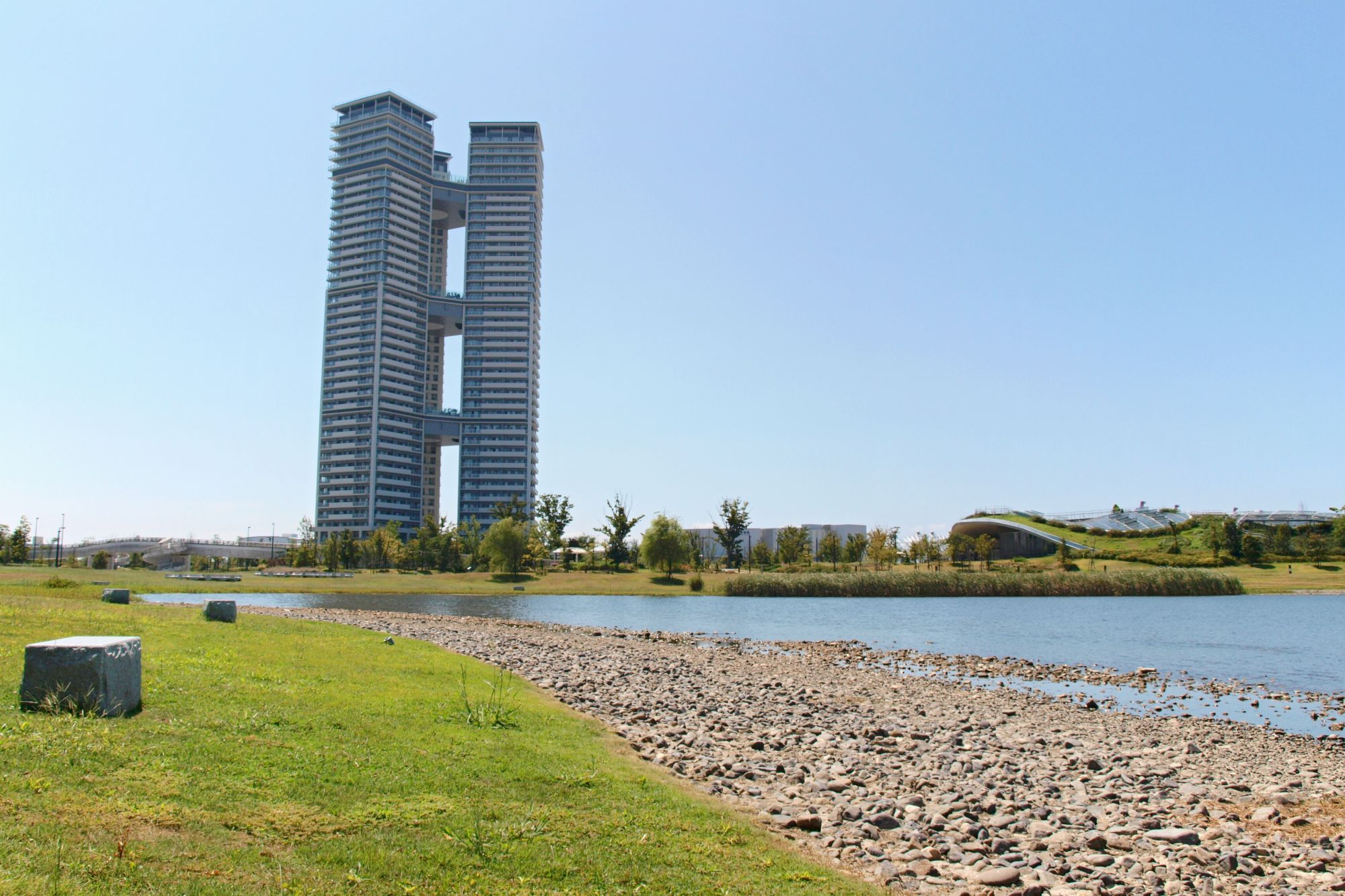
멀리서 바라본 아일랜드타워 스카이클럽 전경. 해당 장소는 아일랜드시티 중앙공원 부근.
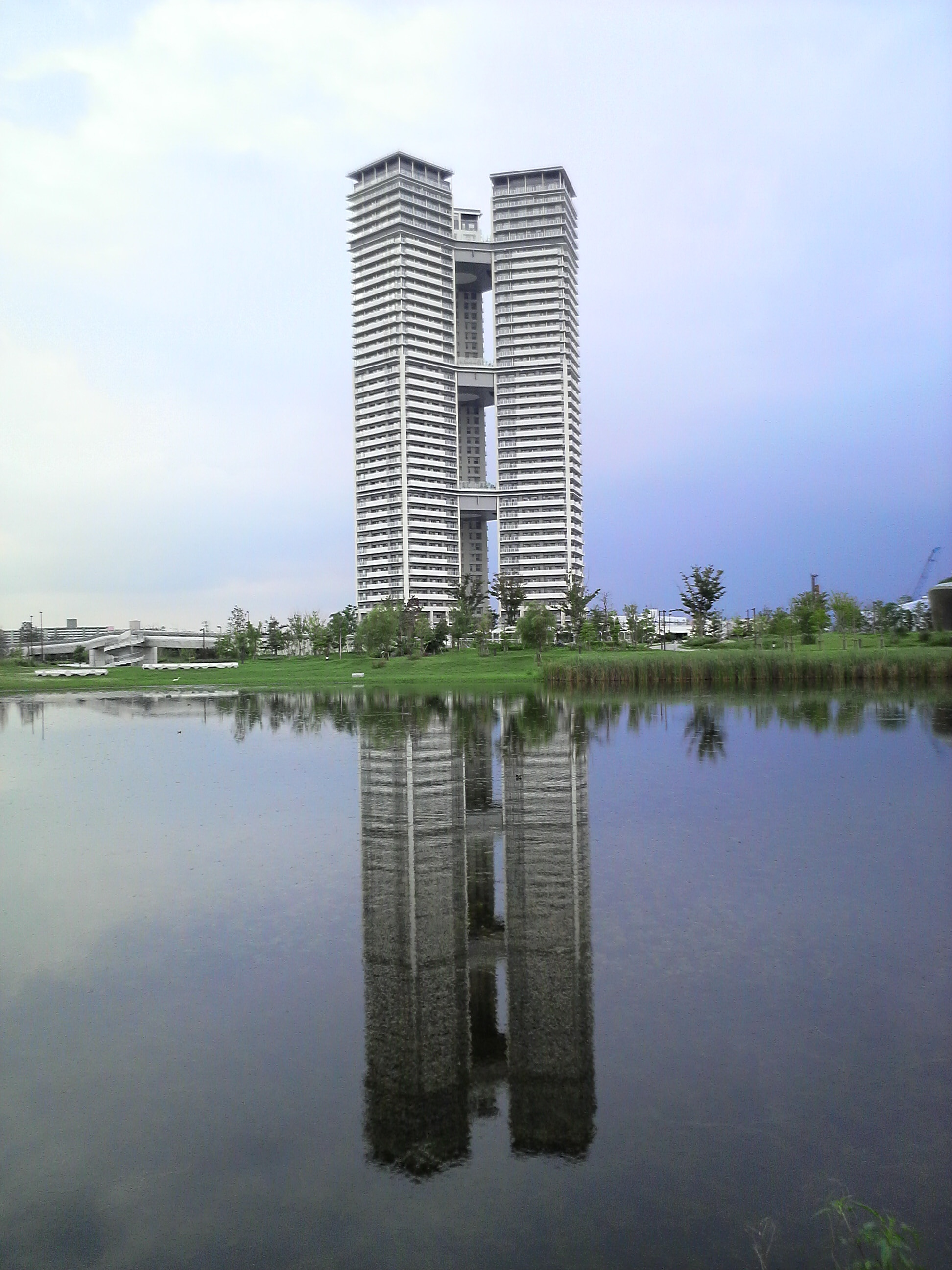
아일랜드타워 스카이클럽 근처의 유수지 전경.

## 같이 보기
- 아이타워